# 황산초등학교 (전북)
황산초등학교는 대한민국 전북특별자치도 김제시 황산면 봉월리에 있는 공립 초등학교이다.

## 학교 연혁
- 1935년 5월 10일 황산공립보통학교 개교(설립인가 4월 27일)
- 1938년 4월 1일 황산공립심상소학교로 개칭[1]
- 1941년 4월 1일 황산공립국민학교로 개칭[2]
- 1969년 12월 31일 10개 교실 개축
- 1978년 4월 30일 교사 앞 체육장 잔디밭 조성
- 1981년 3월 1일 병설유치원 개원
- 1996년 3월 1일 황산초등학교로 개칭[3]
- 2009년 12월 14일 강당 및 급식소 신축
- 2020년 2월 7일 제80회 졸업(5명, 총인원 7258명)
- 2020년 3월 1일 제33대 채금숙 교장 부임
- 2021년 2월 5일 제81회 졸업(6명, 총인원 7264명)
- 2021년 3월 1일 초등 6학급, 특수 1학급, 병설유치원 1학급 편성

## 학교 상징
- 우리 학교 꽃 - 철쭉 : 봄이 왔음을 맨 먼저 알려주는 전령사와 같은 철쭉! 철쭉은 연약한 듯 하면서도 강인하고 온유한 철쭉을 통해 우리는 순수하고 소박한 성품을 배울 수 있다. 또한, 보면 볼수록 매력적이고 아름다움을 주어 황산 어린이들에게 "멋을 심어 주자"라는 뜻이 담겨있다.
- 우리 학교 나무 - 향나무 : 굳은 의지와 인내를 자랑하는 향나무! 향나무는 늘 푸르고 그윽한 향기를 지닌 품위있는 나무이다. 수명이 길고 잎이 풍성하여 높은 이상의 굳은 의지를 지닌 향나무처럼 참되고 아름다운 꿈을 가진 어린이로 자라"라는 뜻이 담겨있다.

## 참고 자료
- 황산초등학교 - 한국교육학술정보원 학교알리미